# 小行星4074
小行星4074（英語：4074 Sharkov）是一颗围绕太阳公转的小行星。1981年10月22日，尼古拉·切爾尼赫在克里米亚发现了此天体。
这颗小行星的绝对星等为57.28515等。